# ين هسون لو

## روابط إضافية
- ين هسون لو على موقع رابطة محترفي التنس (الإنجليزية)
- ين هسون لو على موقع الاتحاد الدولي لكرة المضرب (الإنجليزية)
- ين هسون لو على موقع كأس ديفيز (الإنجليزية)
- ين هسون لو على موقع خلاصة التنس.كوم (الإنجليزية)
- ين هسون لو على موقع أوليمبيديا (الإنجليزية)
- Yen-Hsun Recent Match Results
- Yen-Hsun World Ranking History
- Davis Cup Profile
- ITF Profile
- Official Website